# آلبا پریتو
آلبا پریتو (اسپانیایی: Alba Prieto‎؛ زادهٔ ۱۵ ژوئن ۱۹۹۹) بازیکن بسکتبال زن اهل اسپانیا است.